# Eilean Choraidh

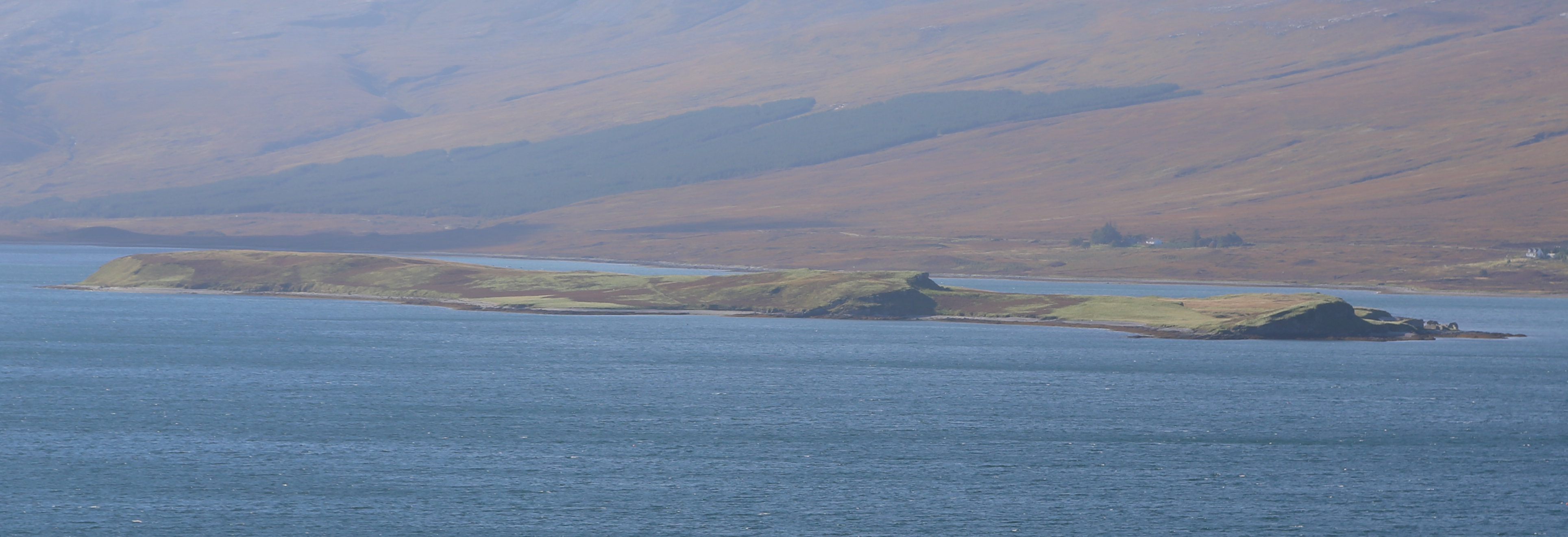
Eilean Choraidh

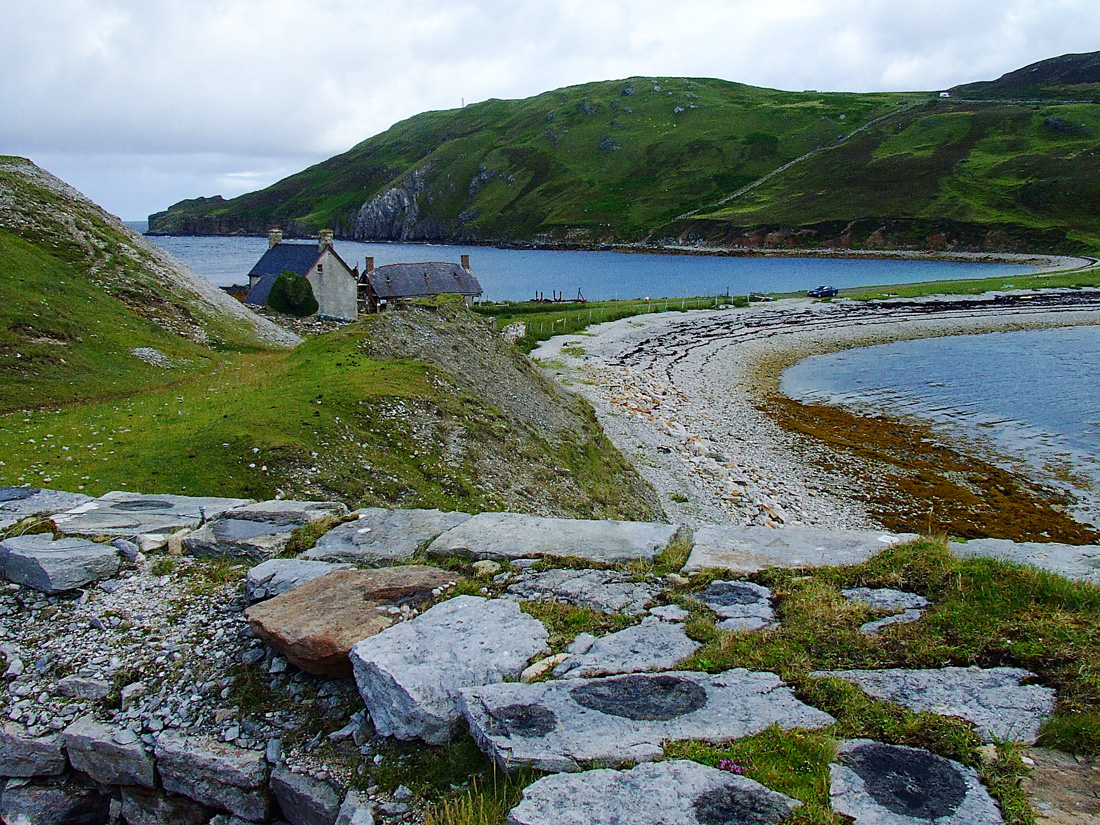
Kalköfen von Ard Neakie

Eilean Choraidh (auch als Horse Island bekannt) ist eine unbewohnte Insel im Loch Eriboll in Sutherland an der Nordküste Schottlands.
Die Insel ist etwa 26 ha groß und der höchste Punkt liegt 26,0 Meter über dem Meeresspiegel. Während des 19. Jahrhunderts wurde auf Eilean Choraidh Kalkstein abgebaut und auf der Insel bzw. auf Ard Neakie, einer mittels Tombolo mit dem Festland verbundenen Insel, gebrannt. Auf Ard Neakie stehen vier enorm große, gut erhaltene, um 1870 erbaute Kalköfen. Davor liegen ein Bootshaus und der Fähranleger, der den Kalköfen diente. 
1931 verzeichnet die Volkszählung einen einzigen Einwohner. Eilean Choraidh wurde während des Zweiten Weltkriegs als Ersatz für das deutsche Schlachtschiff Tirpitz für Zielübungen der Royal Air Force verwendet. Heute wird es als Schafweide genutzt.
Ordnance Survey weist auf zwei Gebäude hin. Eines nördlich einer von Osten nach Westen verlaufenden langen Mauer, in der Inselmitte und am Nordende ein kleiner Industriekomplex. Er umfasst einen gut erhaltenen Kalkofen (7,6 × 3,2 m) und Lager- oder Wohnhäuser.
In den Kanälen zu beiden Seiten wurden Maerl (eine Rotalge) und Kegelrobben, Seeotter und Wale nachgewiesen. Seefedern (Virgularia mirabilis) sind auch im Meeresarm vorhanden.
In der Nähe liegen Tigh na Fiarnain und das Souterrain von Portnancon.